# Нидзицкий повет
Нидзицкий повет (пол. Powiat nidzicki) — повет (район) в Польше, входит как административная единица в Варминьско-Мазурское воеводство. Центр повета — город Нидзица. Занимает площадь 960,7 км². Население — 33 658 человек (на 31 декабря 2015 года).

## Административное деление
- города: Нидзица
- городско-сельские гмины: Гмина Нидзица
- сельские гмины: Гмина Яновец-Косцельны, Гмина Яново, Гмина Козлово

## Демография
Население повята дано на 31 декабря 2015 года.
| Перепись            | Всего | Мужчины | Женщины |
| ------------------- | ----- | ------- | ------- |
| Всего               | 33658 | 16740   | 16918   |
| Городское население | 14166 | 6746    | 7420    |
| Сельское население  | 19492 | 9994    | 9498    |